# For Life (chanson)
Pour les articles homonymes, voir For Life.
Singles de EXO
Coming Over
(2016) Ko Ko Bop
(2017)
For Life (chinois : 一生一事) est un single du boys band sud-coréano-chinois EXO, sorti le 19 décembre 2016 en coréen et en mandarin, issu de leur mini-album du même nom.

## Contexte et sortie
Produit par Kenzie, Matthew Tishler et Aaron Benward, "For Life" est décrite comme une "ballade lente" avec une douce mélodie de piano et un bel accompagnement de cordes. La chanson parle du fait de regarder une personne pour le reste de sa vie. Le mini-album et les clips du single qui mettent en vedette l'actrice japonaise Nanami Sakuraba aux côtés des trois membres d'EXO Kai, Suho et Chanyeol, ont été publiées simultanément le 19 décembre.

## Interprétation en tournée
Le groupe a interprété la chanson pour la première fois en live lors des derniers concerts ayant eu lieu à Séoul dans le cadre de leur troisième tournée « EXO'rDIUM », et l'a ensuite intégré au programme de leur tournée « EℓyXiOn » où D.O. chante la chanson en anglais, accompagné de Chanyeol au piano.

## Classements

### Classements hebdomadaires
| Classements                         | Meilleure position |
| ----------------------------------- | ------------------ |
| South Korea (Gaon)                  | 7                  |
| Chinese Singles (Billboard V Chart) | 7                  |
| US World Digital Songs (Billboard)  | 8                  |

### Classement mensuel
| Classement                  | Meilleure position |
| --------------------------- | ------------------ |
| South Korean singles (Gaon) | 39                 |

## Ventes
| Pays               | Ventes  |
| ------------------ | ------- |
| South Korea (Gaon) | 710 424 |

## Programmes de classements musicaux
| Programme        | Date             |
| ---------------- | ---------------- |
| Music Bank (KBS) | 30 décembre 2016 |